# Casoria (Kampanien)
Casoria ([kaˈzɔːrja]) ist eine Stadt mit 73.814 Einwohnern (Stand 31. Dezember 2023) in der italienischen Metropolitanstadt Neapel, in der Region Kampanien.

## Geographie
Die Stadt Casoria liegt nördlich von Neapel. Nachbarorte von Casoria sind Afragola, Arzano, Cardito, Casalnuovo di Napoli, Casavatore, Frattamaggiore, Neapel und Volla.

## Bevölkerungsentwicklung
Zwischen 1991 und 2001 stieg die Einwohnerzahl von 79.707 auf 81.888 an. Dies entspricht einer prozentualen Zunahme von 2,7 %.

## Kultur und Sehenswürdigkeiten
- Casoria Contemporary Art Museum (CAM)

## Persönlichkeiten
- Ludwig von Casoria (* 11. März 1814 in Casoria; † 30. März 1885), Franziskanerpater und Missionar, heiliggesprochen 2014
- Giulia Salzano (1846–1929), katholische Heilige, Ordensschwester und Gründerin der Suore Catechiste del Sacro Cuore (S.C.S.C.)
- Luigi Kardinal Maglione (1877–1944), Diplomat des Heiligen Stuhls und Kurienkardinal
- Alfonso Kardinal Castaldo (1890–1966), Erzbischof von Neapel
- Antonio del Giudice (1913–1982), Erzbischof und Diplomat des Heiligen Stuhls